# Sumik węgorzowaty
Sumik węgorzowaty, plotos, sumik koralowy (Plotosus lineatus) – gatunek ryby sumokształtnej z rodziny plotosowatych (Plotosidae), zwany też „małym sumikiem koralowym”. Jest gatunkiem typowym rodzaju Plotosus. Ma niewielkie znaczenie gospodarcze. Toksyna jego gruczołów jadowych jest potencjalnie niebezpieczna dla człowieka. W 2018 został uznany jednym z ośmiu gatunków inwazyjnych stanowiących największe zagrożenie dla bioróżnorodności i ekosystemów w Europie.

## Zasięg występowania
Morze Czerwone, strefa tropikalna Oceanu Indyjskiego i zachodniego Pacyfiku: Afryka Wschodnia, Afryka Południowa, Seszele, Madagaskar i Maskareny, na wschód po Samoa i Tonga, na północ po Półwysep Koreański, południową Japonię i wyspy Ogasawara, na południe po Australię Zachodnią, Lord Howe i Nową Kaledonię. We wschodniej części Morza Śródziemnego pojawił się jako imigrant z Morza Czerwonego.
Występuje w przybrzeżnych wodach morskich (zatoki, zalewy i laguny) na głębokościach do 60 m p.p.m., ale czasami wpływa do wód słodkich i słonawych. 

## Cechy charakterystyczne
Ciało silnie wydłużone, węgorzowate, nagie (bez łusek), ciemno ubarwione; wzdłuż boków ciała młodych osobników ciągną się 2–3 jasne pasy, zanikające z wiekiem. Druga płetwa grzbietowa jest połączona z ogonową, a ta z odbytową, tworząc w ten sposób długą otoczkę wokół tylnej części ciała – liczącą łącznie ok. 200 miękkich promieni. 4 pary wąsików: 2 wąsiki przynozdrzowe, 2 przygębowe i 4 na podbródku.
Pierwszy promień pierwszej płetwy grzbietowej i każdej z płetw piersiowych jest przekształcony w twardy kolec, połączony z gruczołem jadowym zawierającym wydzielinę o silnie toksycznych właściwościach. Skaleczenia jadowitym kolcem sumika koralowego powodują u człowieka silny ból, w rzadkich przypadkach odnotowano skutek śmiertelny.
Długość ciała ryb z tego gatunku, według danych FishBase, wynosi przeciętnie ok. 25 cm, maksymalnie do 32 cm TL, ale w starszej literaturze podawano długość ok. 75 (maksymalnie 90) cm.

## Biologia i ekologia

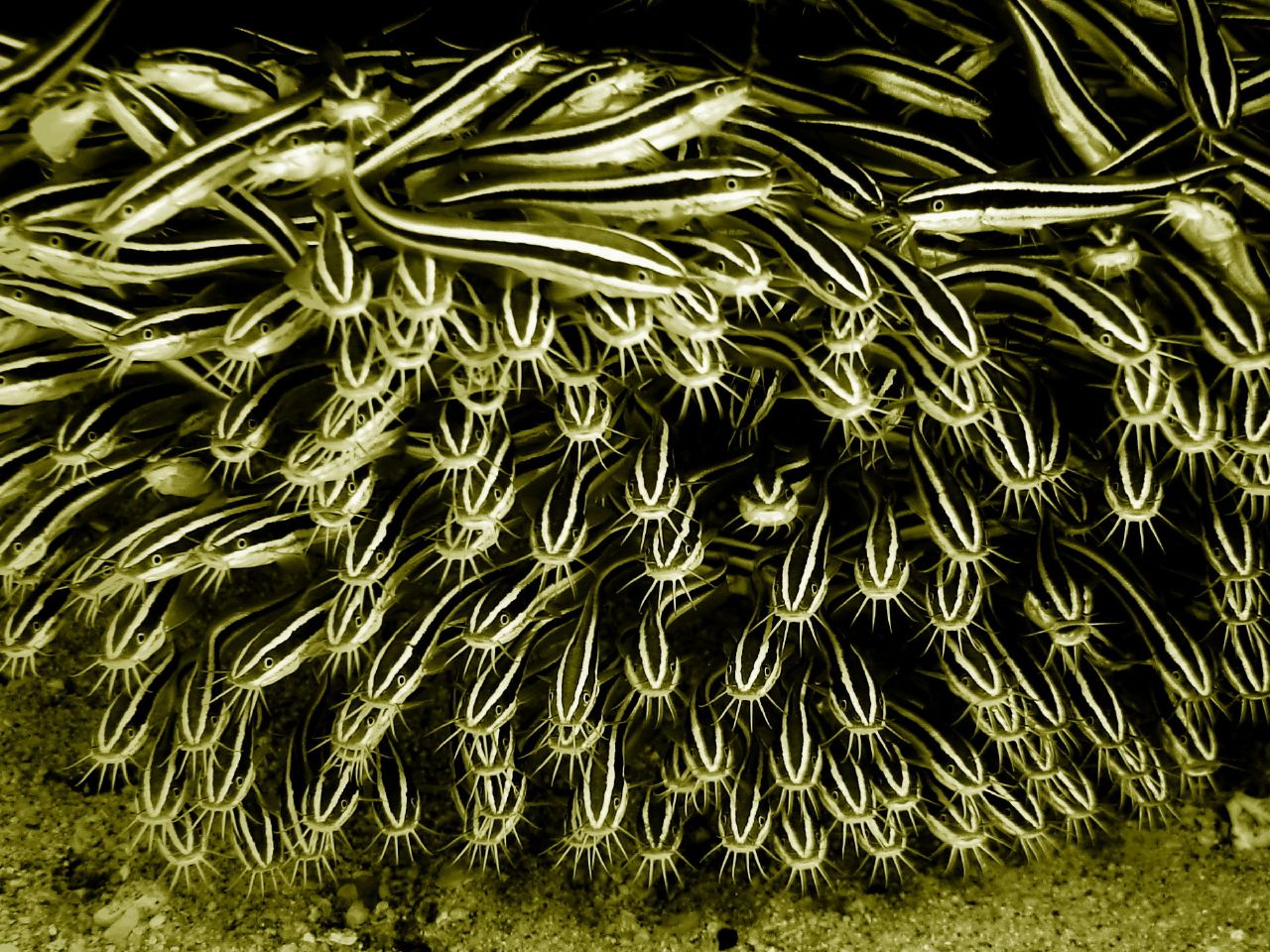
Zgrupowanie młodych osobników

Młode sumiki koralowe gromadzą się w duże, liczące do 100 osobników, gęsto zbite zgrupowania kulistego kształtu, falujące nawet w czasie postoju. Dorosłe przebywają pojedynczo lub w małych grupach do 20 osobników, ukrywających się za dnia pod półkami skalnymi.
Żerują przy piaszczystym dnie w poszukiwaniu skorupiaków, mięczaków i innych bezkręgowców wodnych, a czasem ryb.
Sumik węgorzowaty jest gatunkiem jajorodnym. Ikra składana jest przy dnie, larwy planktonowe – unoszą się w toni wodnej. W okresie tarła samiec buduje gniazdo pod skałami. Po złożeniu ikry samica odpływa, podczas gdy samiec chroni jaja.

## Znaczenie gospodarcze
Gatunek poławiany komercyjnie i sportowo w celach konsumpcyjnych i dla potrzeb akwarystyki. Po odpowiednim przygotowaniu jego mięso jest jadalne, a w wielu regionach uchodzi za przysmak.